# Brin (metropolitana di Genova)
Brin è una stazione della metropolitana di Genova.

## Storia
Originariamente denominata Certosa, è situata lungo via Benedetto Brin presso la frazione Certosa del quartiere Rivarolo, area urbana della periferia nord-occidentale del capoluogo ligure.
Dopo i lavori di adattamento della galleria Certosa, la costruzione iniziò nel 1985 e la stazione fu inaugurata il 13 giugno 1990, assieme a quella di Dinegro, con cui costituiva inizialmente la prima tratta della metropolitana genovese, di sole due fermate.
La stazione era stata pensata come fermata intermedia del tronco Principe-Rivarolo, in quanto la linea doveva essere da subito prolungata verso piazza Pallavicini, esistendo già il progetto e la predisposizione, ma alla fine ha sempre ricoperto il ruolo di capolinea, che è però destinata a perdere entro il 2026, anno in cui è previsto il completamento del prolungamento verso quella che sarà la nuova fermata di Canepari.

## Struttura e impianti
La stazione sorge su un viadotto sopraelevato posto all'uscita della Galleria Certosa, tunnel che divide Brin dalla stazione Dinegro con i suoi 1.750 metri di lunghezza. Il tipo di struttura è in fly-over a due banchine laterali lunghe 85 metri (tipico delle metropolitane leggere), le quali si trovano ad un'altezza compresa tra i 5 e i 10 metri rispetto al piano strada (essendo via Brin in discesa).
Progettata dall'architetto genovese Renzo Piano, la stazione è caratterizzata da una copertura vetrata ad arcate, come una sorta di "tunnel" artificiale, la quale si estende per l'intera lunghezza della banchina di sosta e ha una doppia funzione: proteggere le banchine dalle intemperie e attutire i rumori dei convogli per ridurre il disturbo negli edifici limitrofi.
Brin dispone di due accessi, su entrambi i lati della via da cui prende il nome. Poco distante della stazione si trova il parcheggio pubblico di Via Ferri, utilizzato sia dai residenti che dagli utenti della metropolitana.
Nelle adiacenze della stazione è presente inoltre la centrale di controllo della linea.
All'inizio del 2021 venne fatto un ammodernamento tecnico della stazione, consistente nella sostituzione degli impianti di segnalamento e nella manutenzione dei binari.
Per consentire in sicurezza i lavori di prolungamento verso Canepari, da marzo 2023 la stazione dispone di un solo binario di corsa.
Il tronchino sopraelevato, utilizzato per trent'anni per la manovra e l'inversione dei convogli, è stato in parte demolito nell'estate del 2023, in quanto verrà presto sostituito da un nuovo viadotto con diversa curvatura.
Sempre nel 2023 la stazione è stata chiusa nel periodo estivo per consentire la completa sostituzione dell'armamento.

## Galleria d'immagini

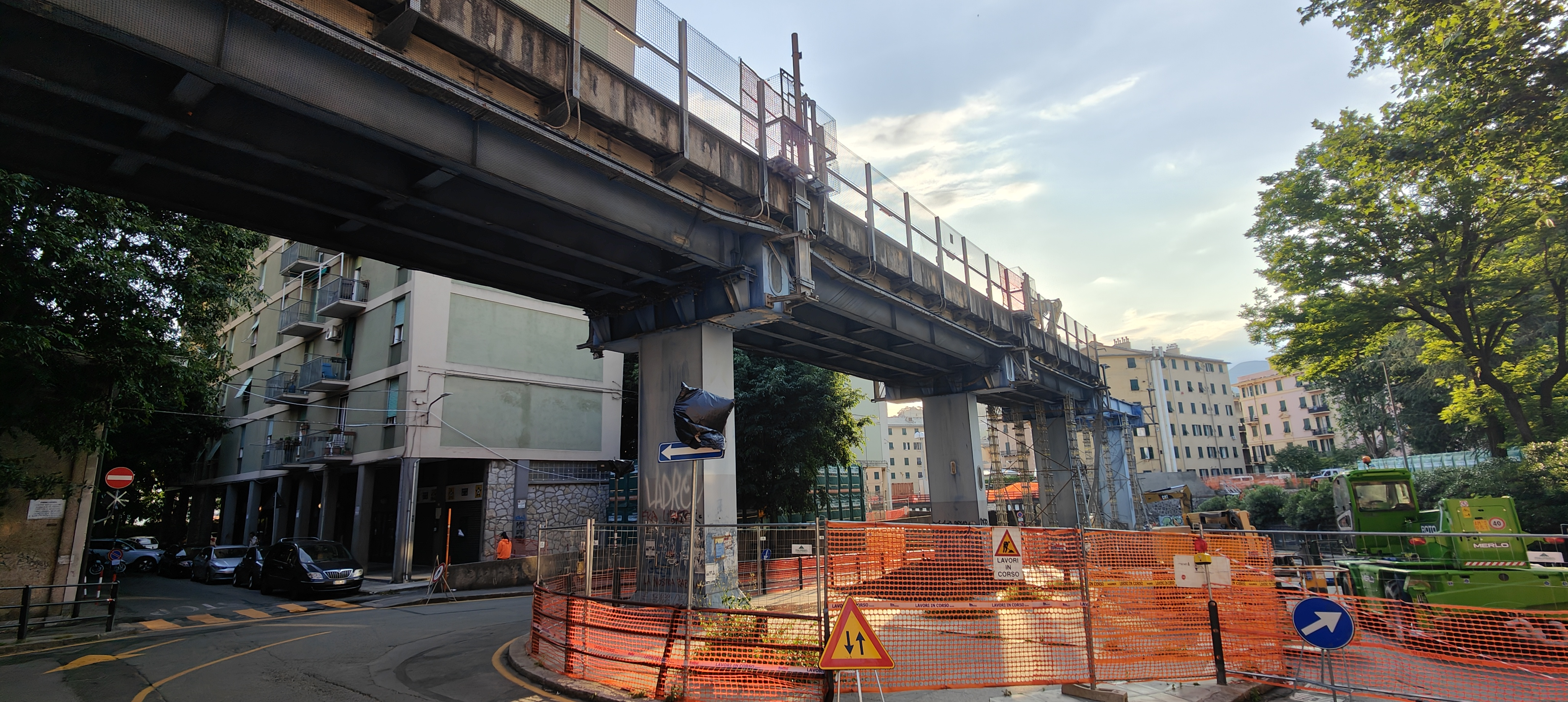
Il viadotto di Brin in fase di demolizione nel giugno 2023
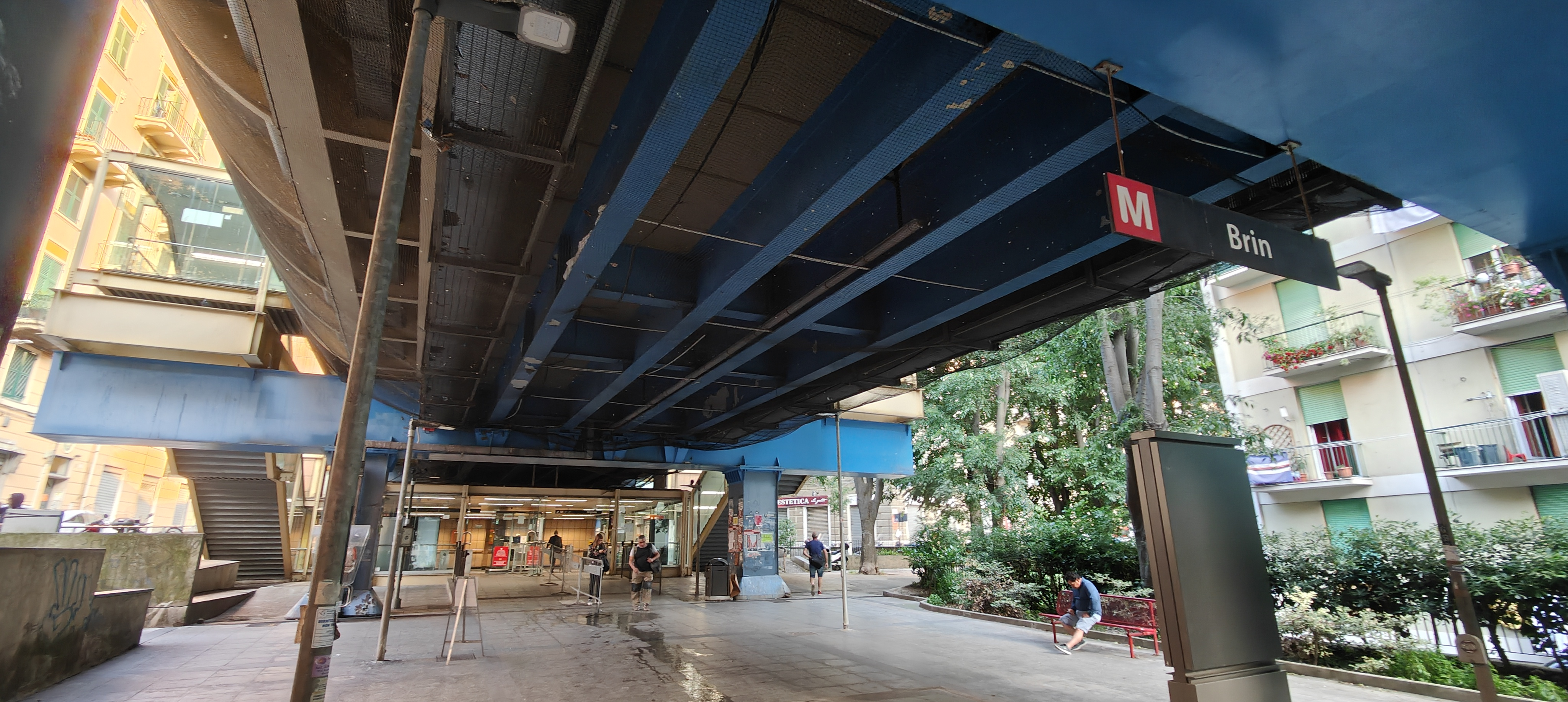
L'ingresso in via Brin